# Heteropoda pumilla
Heteropoda pumilla este o specie de păianjeni din genul Heteropoda, familia Sparassidae, descrisă de Keyserling, 1880.
Este endemică în Columbia. Conform Catalogue of Life specia Heteropoda pumilla nu are subspecii cunoscute.